# پل آرتورز
پل بنیامین "بون هد"آرتورز (به انگلیسی: Paul Benjamin "Bonehead"Arthurs) (زادهٔ ۲۳ ژوئن ۱۹۶۵ ) موسیقی دان و گیتاریست انگلیسی عضو سابق گروه اوئیسیز است. او از اعضای مؤسس گروه بود و از سال ۱۹۹۱ تا ۱۹۹۹برای اوئیسیز گیتار ریتم نواخت.او از سال 2017 در برخی از کنسرت های لیام گلگر گیتار می نوازد.